# Opsophagus ornatus
Opsophagus ornatus là một loài ruồi trong họ Tachinidae.